# تور WTA 2004
تور WTA 2004 پیست تنیس حرفه ای نخبه بود که توسط انجمن تنیس زنان (WTA) برای فصل ۲۰۰۴ برگزار شد. تقویم تورهای WTA 2004 شامل مسابقات گرند اسلم (با نظارت فدراسیون بین‌المللی تنیس (ITF))، رویدادهای سطح چهارم WTA، جام فدرال (سازماندهی شده توسط ITF)، بازی‌های المپیک تابستانی و مسابقات قهرمانی پایان سال بود.
در یک سال آزاد، لیندسی داونپورت فصل را برای سومین بار پس از سال‌های ۱۹۹۸ و ۲۰۰۱ با وجود نرسیدن به فینال گرند اسلم، در شماره ۱ به پایان رساند. آملی مورسمو فصل ثابتی را رقم زد و در سپتامبر به شماره ۱ رسید و سال را در رتبه دوم به پایان رساند. تیم روسی از صعود چشمگیر به تنیس زنان برخوردار بود، آناستازیا میسکینا، ماریا شاراپووا و سوتلانا کوزنتسوا همگی اولین عناوین گرند اسلم خود را به دست آوردند و النا دمنتیوا دو بار نایب قهرمان شد. زوج بلژیکی کیم کلاسترز و جاستین هنین هاردن که در سال ۲۰۰۳ به صدر جدول تنیس زنان صعود کرده بودند، هر دو در طول فصل با مصدومیت دست و پنجه نرم کردند.